# Château de Roquebrune-Cap-Martin
Le château de Roquebrune-Cap-Martin appelé aussi château Grimaldi est une fortification médiévale édifiée, à la fin du Xe siècle, par Conrad Ier, comte de Vintimille, pour empêcher les Sarrasins de s'établir à nouveau dans la région.
Il est situé sur la partie sommitale de la commune de Roquebrune-Cap-Martin dans les Alpes-Maritimes.

## Historique
Après être passé au pouvoir des comtes de Provence et de la république de Gênes jusqu'en 1395, il appartient pendant plusieurs siècles aux Grimaldi qui remanient les constructions et introduisent l'artillerie dans la défense. À l'origine, le château était une forteresse réunissant dans une même enceinte, percée de six portes fortifiées, le donjon et le village. Au XVe siècle, le donjon prend la dénomination de château et le reste de la forteresse devient le village qui, jusqu'aujourd'hui, conserve intact son caractère médiéval : ruelles étroites couvertes de voûtes romanes, vieilles maisons dont les murs moussus sont encore garnis de lierre et de pariétaires.
Le château est habité jusqu'en 1800. Il est ensuite vendu à cinq citoyens de Roquebrune. Il est inscrit aux monuments historiques par arrêté du 28 février 1927.

## Description
Le donjon est le plus vieux de France[réf. nécessaire]. Construit sur un rocher de poudingue tertiaire, il domine de 26 mètres sur la façade opposée. Les murailles qui ont de deux à quatre mètres offrent à la vue tous les éléments de défense : embrasures de canon, mâchicoulis, meurtrières, créneaux, archières, etc.
- Au premier étage, à la salle des réceptions et des cérémonies féodales dont la voûte s'écroule en raison d'un incendie en 1506. Elle est remplacée par un plafond lambrissé lors de sa restauration en 1528 par Augustin Grimaldi. Une fenêtre à croisillons est percée par la même occasion. La salle est de nouveau incendiée en 1597 par des boulets de canons du Duc de Guise et le plafond ne sera plus reconstruit.
- Le corps de garde : accueillait au XIVe siècle, un castellan, représentant de Gênes, et six arbalétriers. Il devient une prison au XVIIe siècle. Il aurait notamment servi à emprisonner des Barbets, opposés à la Révolution.
- La chambre des archers : creusée directement dans le rocher de poudingue.
- Le fortin
- La salle d'armes : servait de salon et de chambre à coucher.
- La salle commune : servait de salle commune et de salle à manger.
- La cuisine
- Le chemin de ronde : fait le tour du donjon.
- La terrasse

En contrebas se trouve le magasin aux vivres, creusé dans le roc. Le quatrième étage représente la plate-forme supérieure d'artillerie, offrant un panorama circulaire sur les toitures pittoresques du village, la mer, le cap Martin, la principauté de Monaco, le mont Agel.

## Galerie

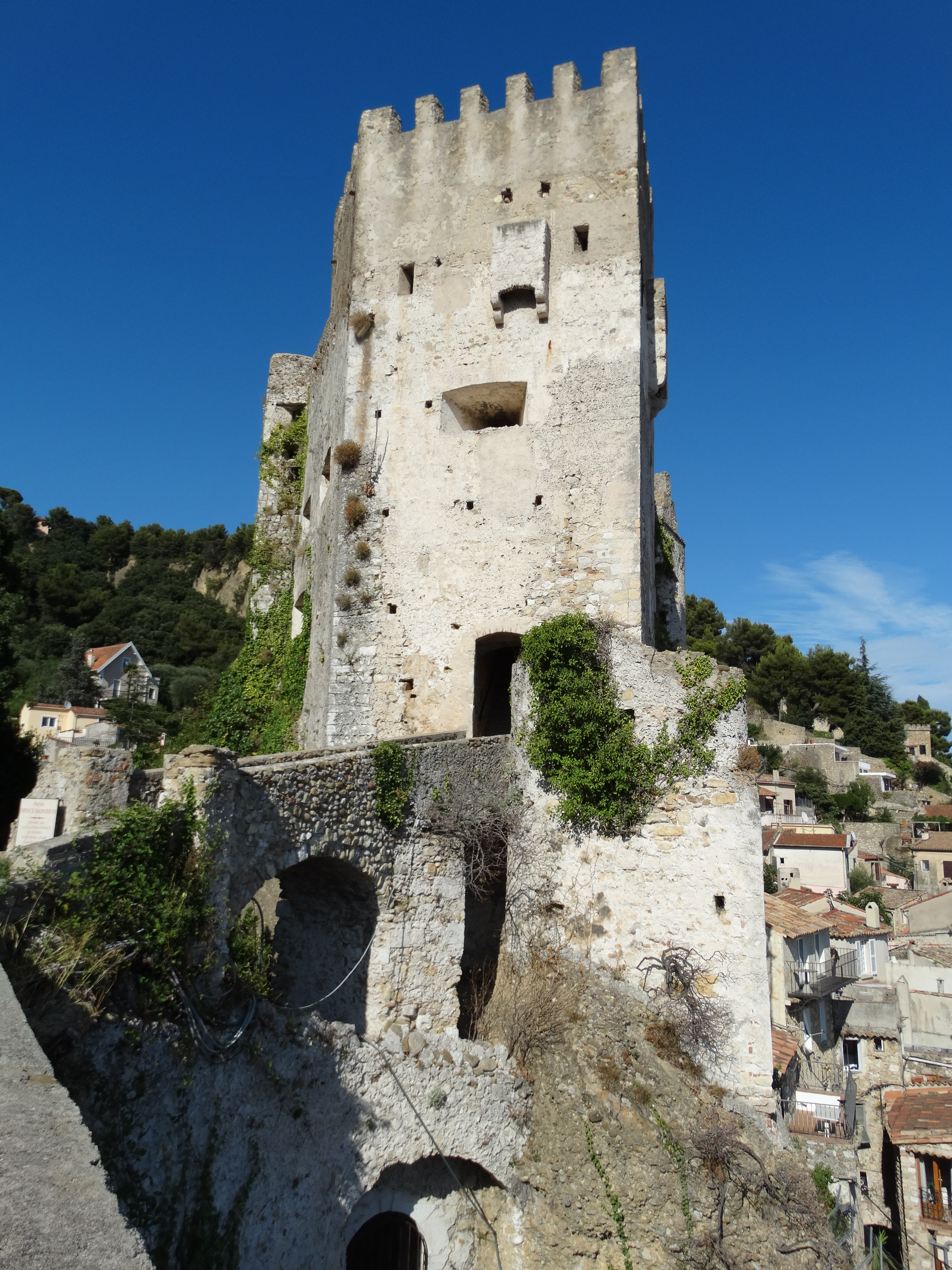
La tour principale du château
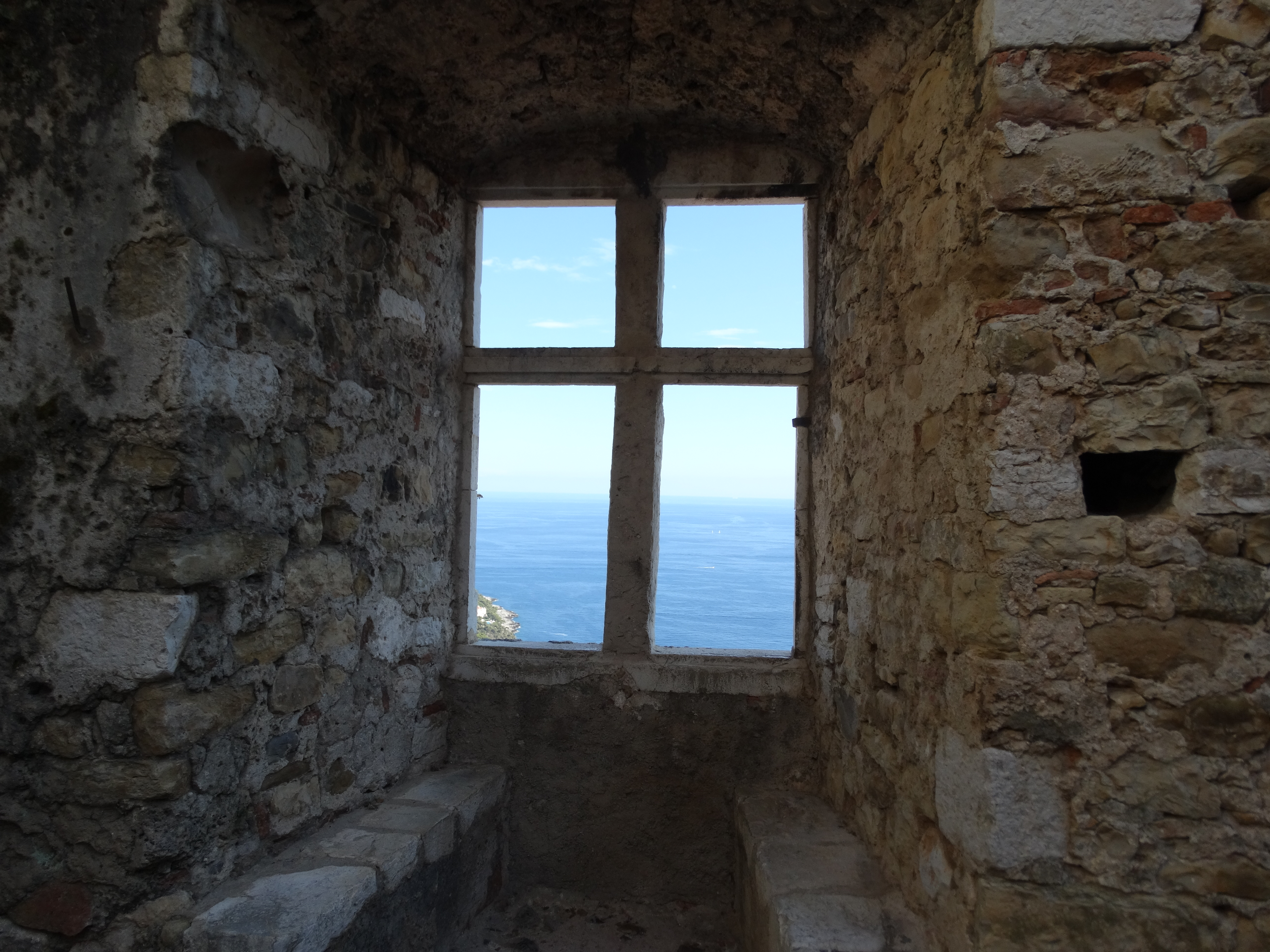
Vue depuis la fenêtre du château
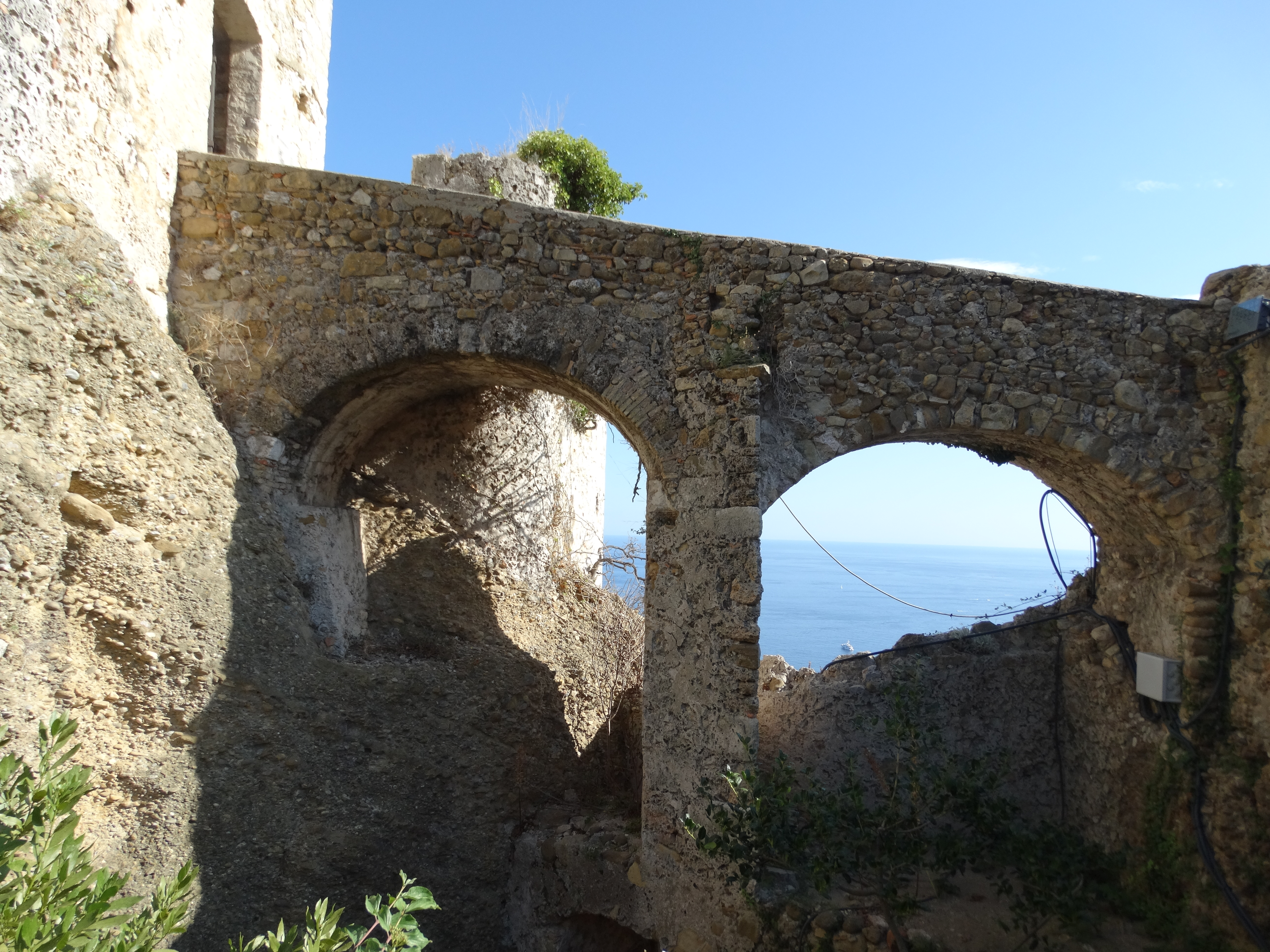
Pont au château
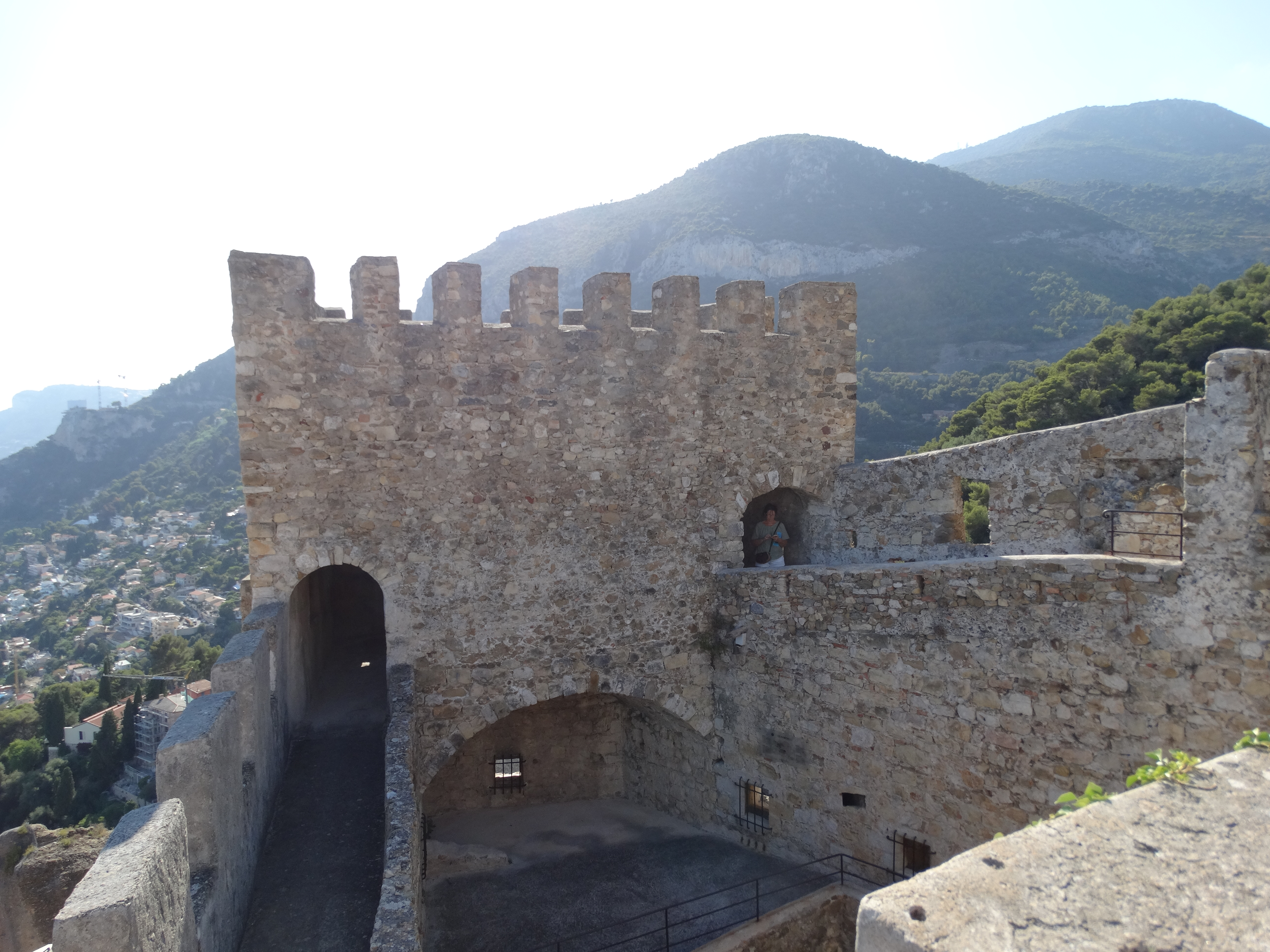
Les murs du château
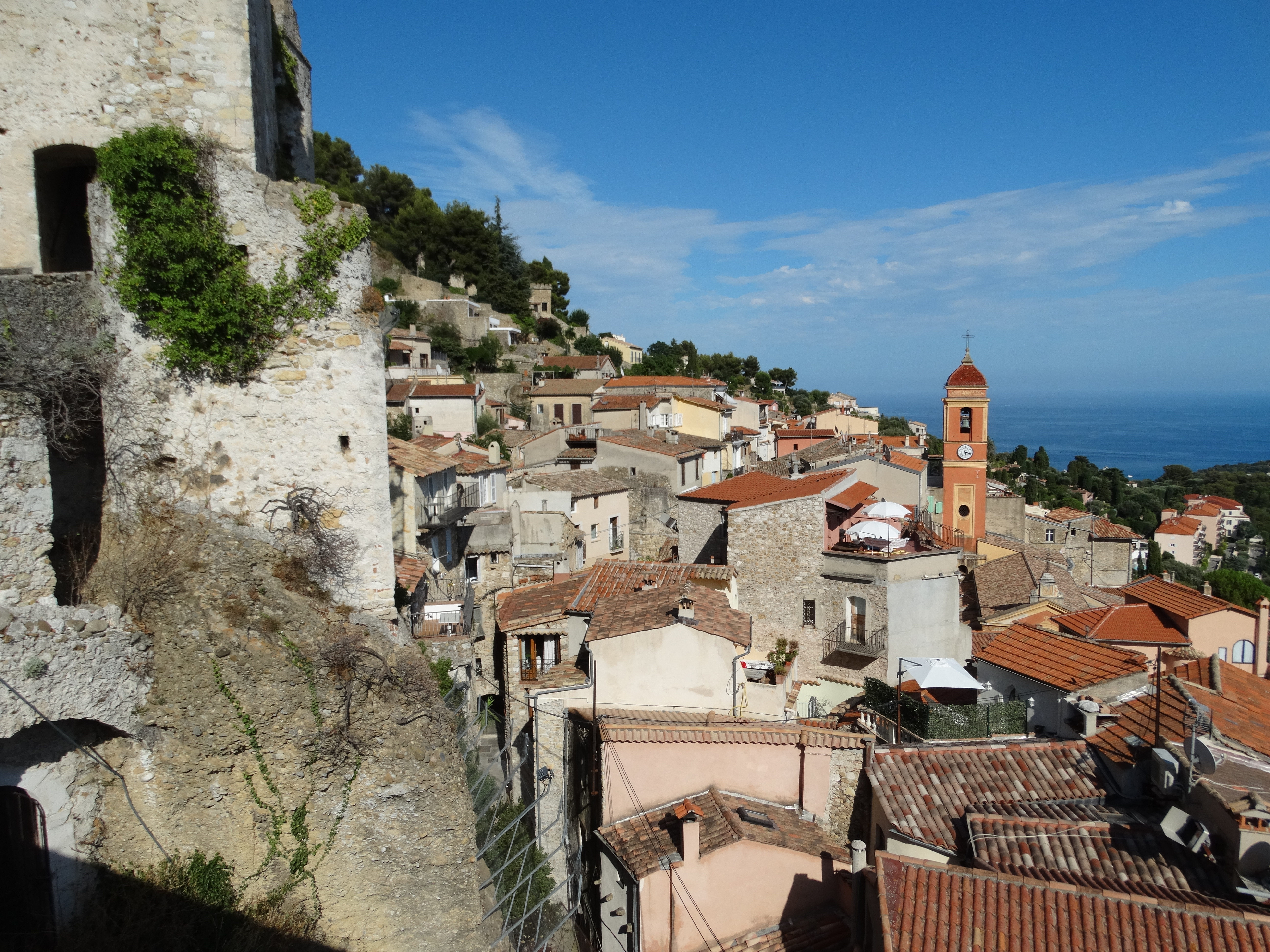
Vue du château de Roquebrune